# Lagerstroemia collinsae
Lagerstroemia collinsae är en fackelblomsväxtart som beskrevs av William Grant Craib. Lagerstroemia collinsae ingår i släktet Lagerstroemia och familjen fackelblomsväxter. Inga underarter finns listade i Catalogue of Life.